# Louis Haghe

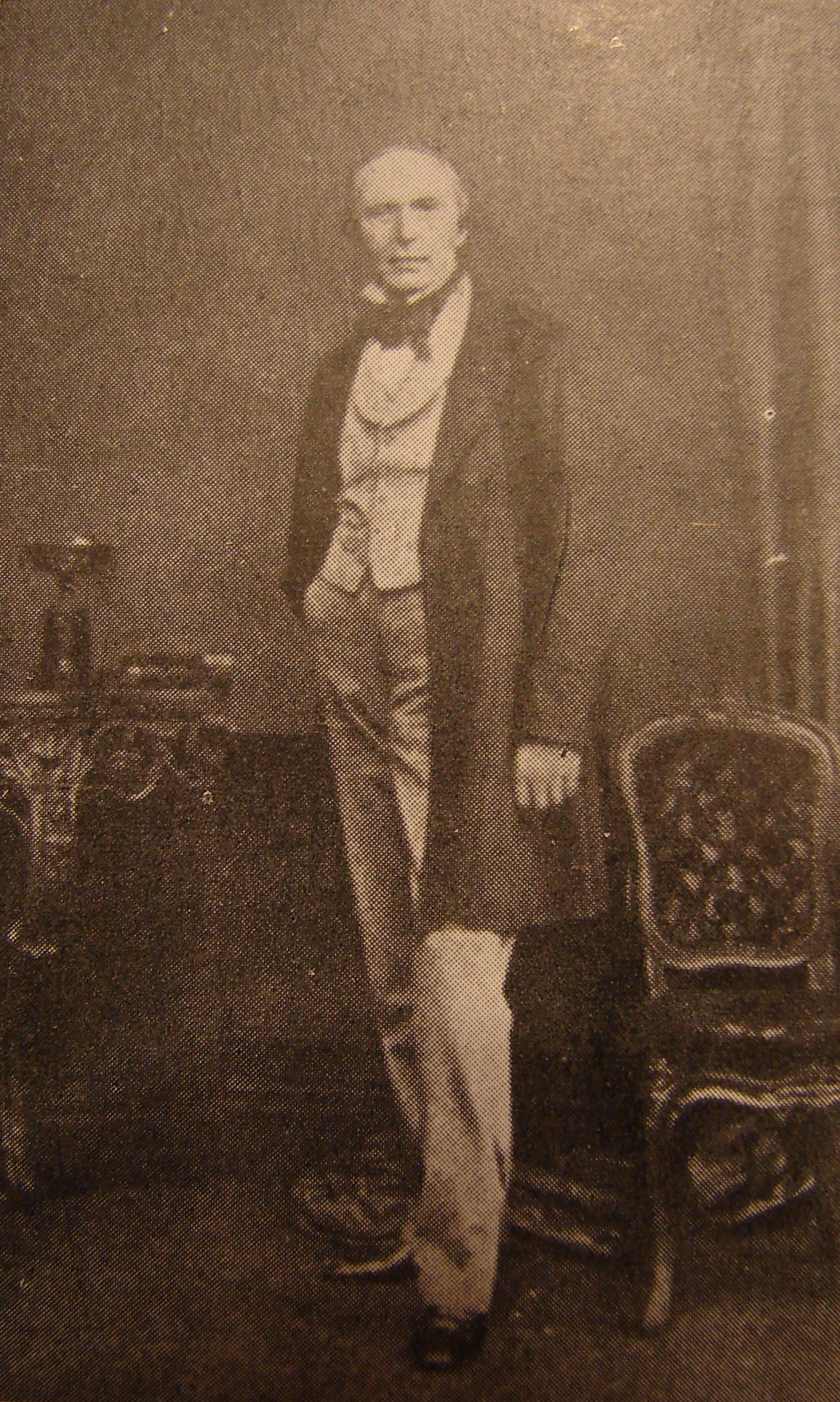
Louis Haghe

Louis Haghe (Doornik, 1806 - Stockwell, 1885) was een Belgisch een aquarellist en lithograaf uit de 19de eeuw.

## Levensloop en werken
Haghe was een aquarellist en lithograaf van landschappelijke en topografisch onderwerpen.  Als lithograaf werkte hij zowel naar eigen tekeningen als naar tekeningen van andere kunstenaars. In 1823 kwam hij naar Engeland. Hij stichtte samen met William Day het lithografisch bedrijf Day & Haghe.
Een van de belangrijkste realisaties van Haghe als lithograaf was David Roberts Holy Land. Egypt and Nubia.  Andere titels zijn "Views in the Department of the Isère" van Lord Monson (1840), zijn eigen "Sketches in Belgium and Germany" (1840), "The Queen's Visit to Jersey" van J. Le Chapelain (1847), "The destruction of Jerusalem by the Romans" naar D. Roberts (1850), "Engagement between the Shannon and the Chesapeake" naar J. Schetsky (1830), "Charge of 3rd Dragoon Guards upon the Rioters in Queen Square, Bristol", naar T.L. Rowbotham en W. Muller (1831), "View of the River Lea Bridge and Stratford Viaduct as Now Constructing for the Eastern Counties Railway Company", "The Royal Lodges in the Great Park, Windsor" naar H.B. Ziegler en "Views in Guernsey" naar T. Compton ea. (1829-1830).
Haghe was aanwezig tijdens de openingsceremonie van de Wereldtentoonstelling (The Great Exhibition of all Nations) in het Crystal Palace in Londen op 1 mei 1851. Hij maakte er schetsen die achteraf dienden voor de uitgave van een grote litho (uitg. Ackermann & C°).
In 1852 stopte hij zijn activiteiten als lithograaf en legde zich enkel nog op het aquarelleren toe.
In 1853 was Haghe te Reinhardsbrünn in Thüringen, waar hij aan Ernst II van Saksen-Coburg en Gotha een aantal aquarellen overhandigde.

## Trivia
- Charles Haghe (Doornik, ? - Londen, 1888) volgde zijn broer Louis naar London en assisteerde er hem.
- portret van Louis Haghe door Louis Gallait in de Koninklijke Musea voor Schone Kunsten van België in Brussel

## Musea
- Coburg museum Veste Coburg : "State Opening of the Great Exhibition of all nations... 1851)
- London, London Museum
- Brussel, Prentenkabinet